# Лорето (Марке)
Лорето (на италиански: Loreto) е град и община в италианската провинция Анкона, регион Марке.
Намира се на 20 км югоизточно от Анкона. Има 12 285 жители (1 януари 2009).
Най-голямо известност му носи базиликата „Санта Каза“ - място за поклонение на вярващите католици. Тази базилика е на второ място за поклонение след базиликата „Свети Петър“ в Рим.
Тук се намира къщата на Света Богородица, Casa santa, на Черната Мадона.
Тази къща, в която е родена и живяла Дева Мария, e транспортирана от Назарет в Лорето от търговците Ангели през 1291-1294 г.

## Българи учили в Лорето
Благодарение на застъпничество на първите български католически епископи Петър Солинат и Илия Маринов много будни момчета от Чипровци и павликянски села от Дунав до Пловдив през XVII в. получават образованието си в Илирийския колеж в Лорето (известен още като „Лоретската колегия“). Шест годишни стипендии са отпускани за целта.
- Филип Станиславов[2]
- Петър Парчевич[2] – постъпва в колежа на 15 април 1629 г.[3]
- Никола Станиславич[2]
- Яко Божкович - постъпва в колежа на 3 февруари 1635 г.[3][4]
- Марко Бабич- постъпва в колежа на 15 април 1629 г.[2]
- Петър Божевич – постъпва в колежа на 7 март 1629.[3]
- Андрея Марцевич – постъпва в колежа на 12 декември 1635 г.[3]
- Винченцо Матевич – последният известен учител в чипровското католическо училище[2]
- Кръстьо (Христофор) Пейкич[2]
- Петър Башевич
- Атанас Радович - завършил колежа през 1646 г.[4]

По-късно там учат и
- Яков Пеячевич[2]
- Павел Гайдаджийски[4]

В турските документи българите са били записвани със собственото име и с името на бащата (фамилното име не е съществувало). В колежа българите са били регистрирани с фамилия съставена от бащиното име с наставка „-ич“ (подобно на хърватите). Много българи са преминали през колегията.